# Пальдау
Пальдау (нім. Paldau) — ярмаркова комуна  (нім. Marktgemeinde)  в Австрії, у федеральній землі Штирія.
Входить до складу округу Зюдостштайєрмарк. Населення становить 2,090 осіб (станом на 31 грудня 2013 року). Займає площу 23 км². Пальдау розташоване приблизно за 32 км на південний схід від Граца і за 7 км на захід від районного центру Фельдбах в Східній Штирії.
Герб Пальдау був наданий 1 червня 1966 року урядом Штирії (перезатверджений 1 грудня 2015).

## Розташування
|                           | Кірхберг-ан-дер-Рааб | Едельсбах-бай-Фельдбах |
| Санкт-Штефан-ім-Розенталь | Розташування         | Фельдбах               |
|                           | Гнас                 |                        |

## Галерея

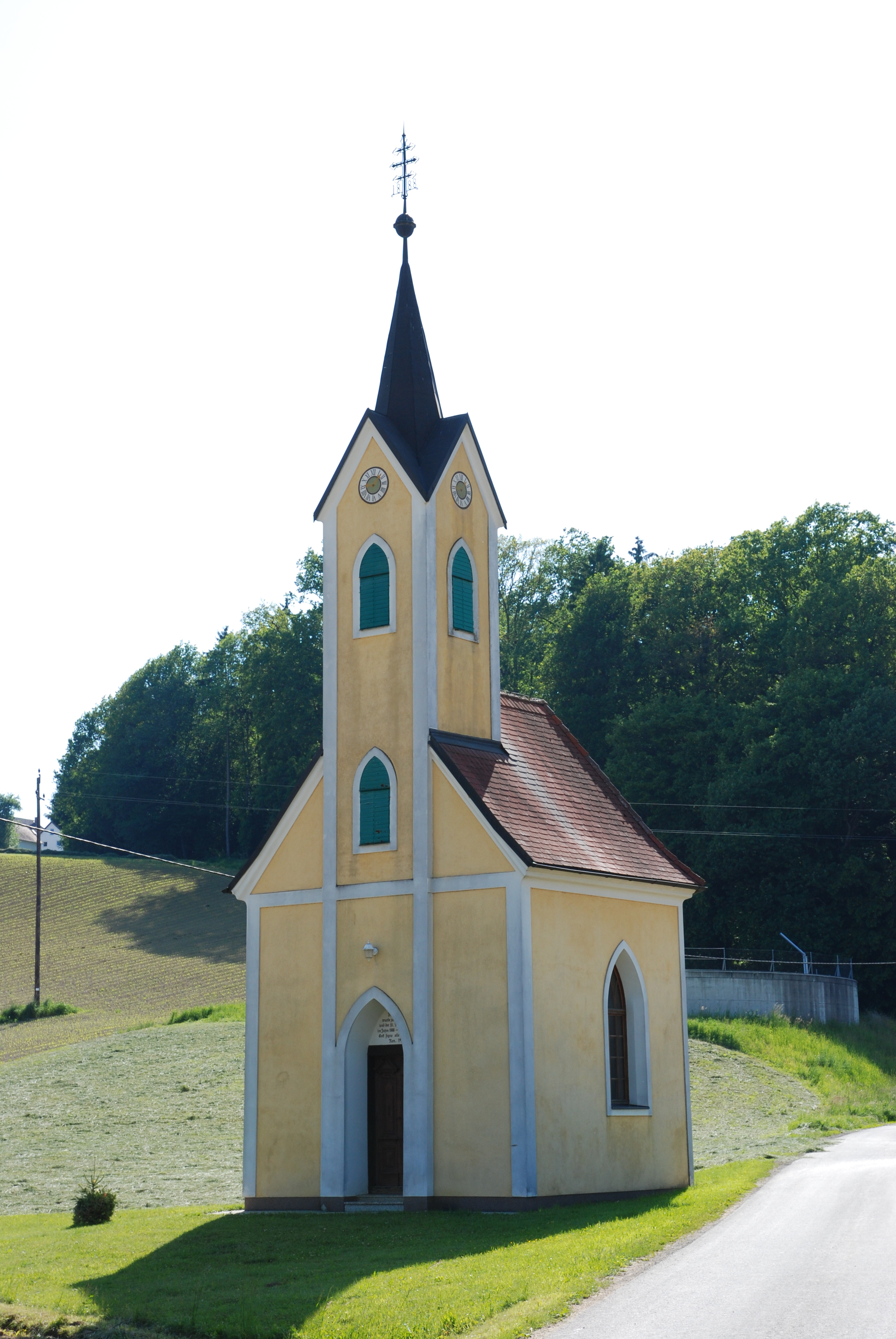
Місцева кірха
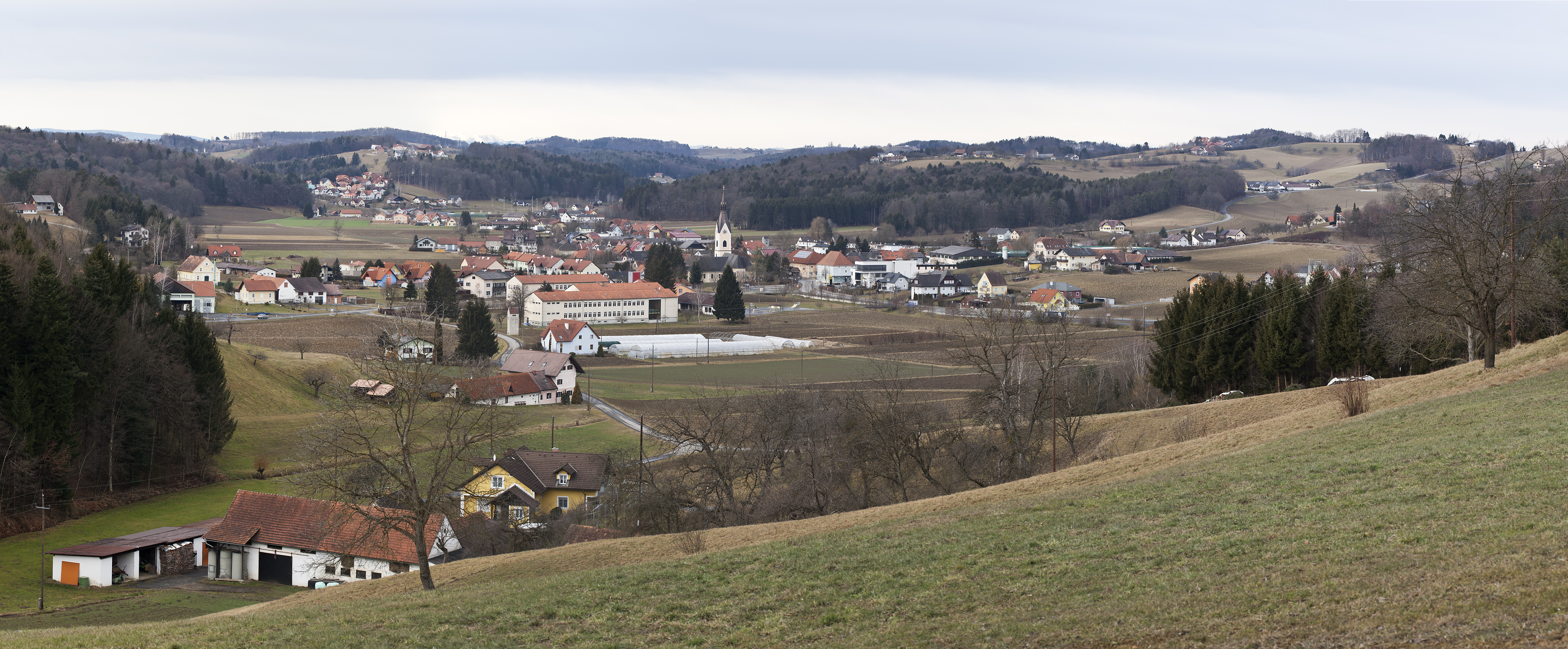
Пальдау
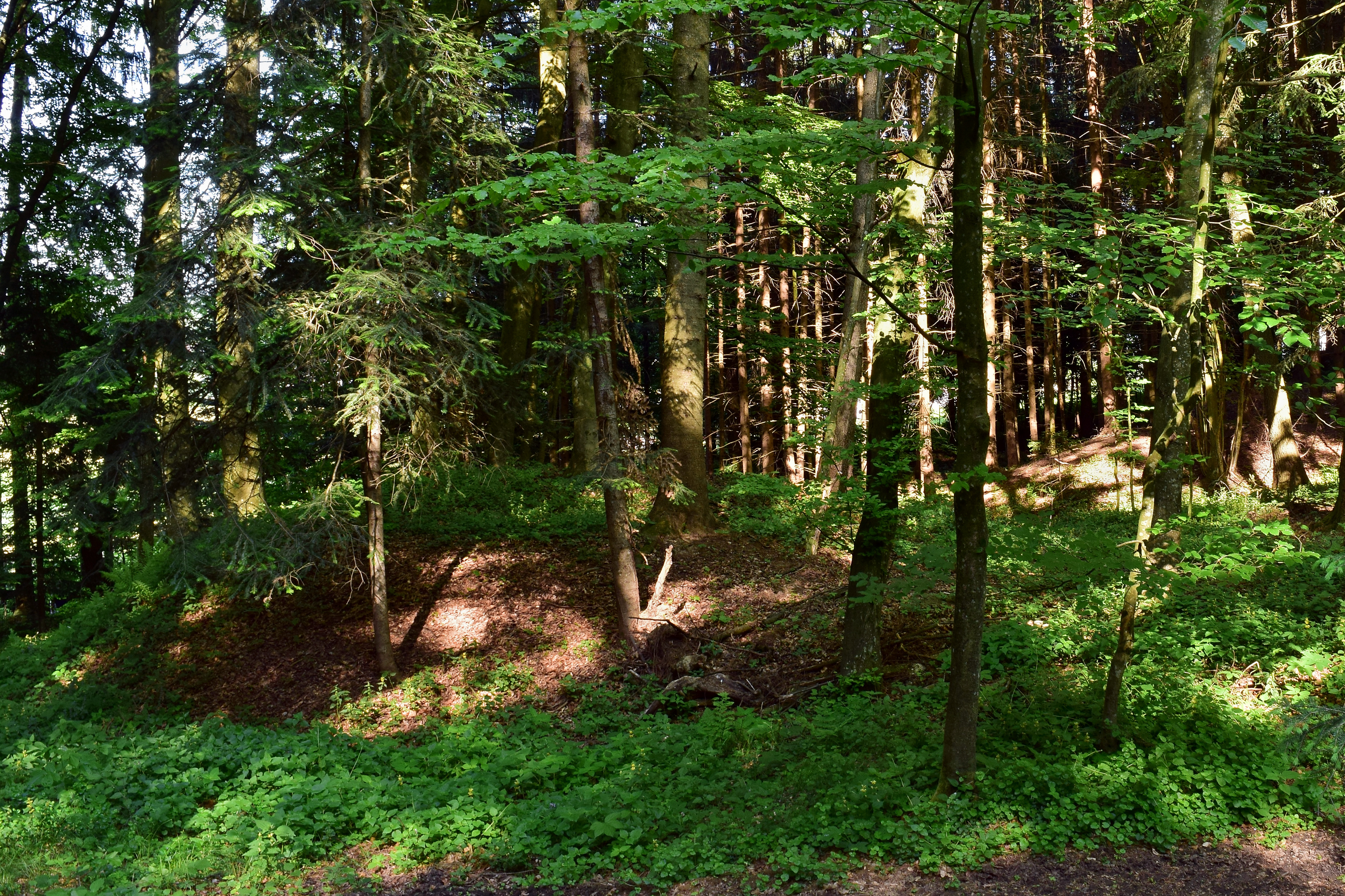
Ліси біля міста
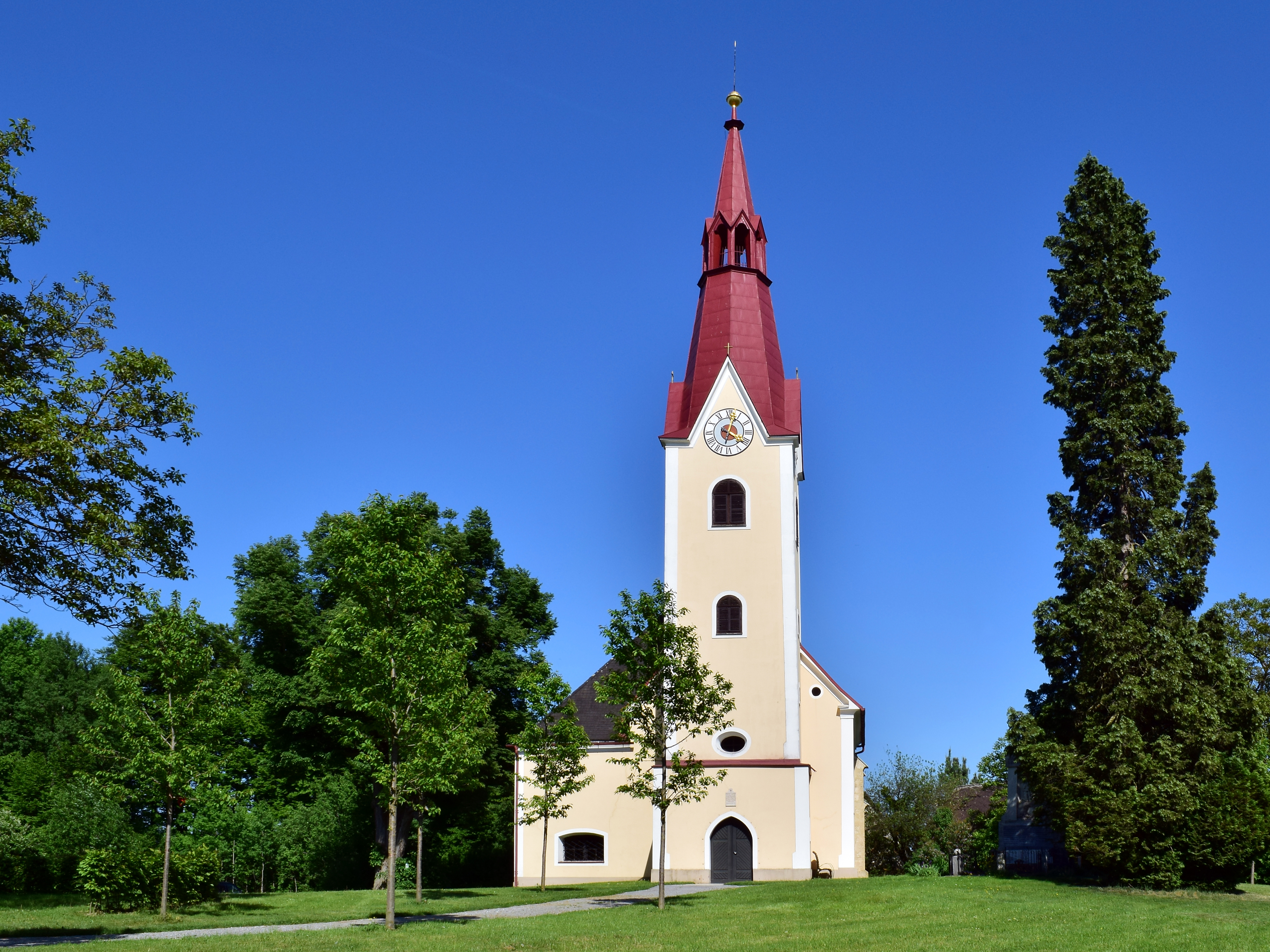
Церква Saazkogel, 1829